# Vinodol
Vinodol (in ungherese Nyitraszőlős) è un comune della Slovacchia facente parte del distretto di Nitra, nella regione omonima.